# Sándor János (tanár)
Sándor János (Homoródalmás (Udvarhely megye), 1841. december 26. – Székelykeresztúr, 1909. június 30.) unitárius gimnáziumi igazgató-tanár.

## Élete
Sándor Ferenc és Sándor Anna fia. Tanulását a homoródalmási népiskolában 1848-ban kezdette és 1856-ban végezte. Egy évig nem járt ekkor iskolába, hanem szüleinek a székely gazdaságnál segédkezett. Egyetlen gyermeke lévén szüleinek, abban az időben nem akarták a gazdaság mellől elbocsátani. Azonban saját elhatározásából 1857 tavaszán a székelykeresztúri gimnáziumba lépett és azt 1862-ben végezve, ez évi szeptember 1-jén a kolozsvári unitárius főgimnáziumba ment át. 1865. június 28-án érettségit tett s az 1865-68. iskolai években teológiai tanulmányokkal foglalkozott. Ez utolsó iskolai évben éneket tanított a kolozsvári gimnáziumban és segédkántori teendőket végzett az ekklézsiában. Mielőtt azonban a teológiát bevégezte volna, 1867. szeptember 3-án az E. K. Tanács kinevezte a székelykereszturi gimnáziumhoz köztanítónak és e minőségben volt 1870. szeptember 1-ig. Ekkor a köztanítóságról lemondott és beállott Székelykeresztúron házi tanítónak Haller József Béla nevű fiához. A tanári pályára készülve, 1871 őszén Svájcba, a zürichi egyetemre ment, a II. félévre pedig a münchenire, ahol főképp a természettudományokat, a mennyiség- és neveléstant tanulmányozta. 1872. szeptember 1-én az erdélyi unitárius főtanács a székelykeresztúri gimnáziumhoz választotta meg rendes tanárnak, 1877-ben pedig igazgatónak, egyszersmind tanította a mennyiség- és természettant. 1875-ben a székelykeresztúri magyar királyi állami tanítóképzőnél igazgató-tanácsos és 1876-tól a tanácsnak alelnöke. 1881-től a székelyegyleti első takarékpénztárfiók aligazgatója. A székelykeresztúrköri önsegélyző népbanknál igazgató volt 1887-től 1895-ig. Ekkor soknemű elfoglaltsága miatt lemondott.

## Írásai
Cikkei a Keresztény Magvetőben (VI. 1871. Zürichi levél, VII. 1872. Népoktatási mozgalmak Svájczban, VIII. 1873. Udvarhelyszéki tanító-egylet közgyűléséről, A székelykereszturi unitarium gymnasium építtetésének történelmi rajza, IX. 1874. Szabó Sámuel életrajza, Beszéd Marosi Gergely sírjánál, X. 1875. A társadalmi és családi élet, XI. 1876. Miként kellene a középtanodai magántanítást szabályozni, hogy az eddiginél kedvezőbb eredményt mutathassunk fel?, XII. 1877. A székelykereszturi unitárius középtanoda könyvtára, XIII. 1878. A téli vizsga középtanodáinknál, XV. 1880. A székelykereresztúri tanoda tovább fejlesztésének kérdése, Észrevételek E. F. úr czikkére, XVI. 1881. Beszéd Szabó Samu sírköve felállítása alkalmával Gagyban 1881. jún. 19., XVIII. 1883. Muzsnai ifjabb Demeter János élete és alapítványa, XXI. 1886. A homoród-almási unitárius templom száz éves jubileuma, XXII. 1888. Emlékünnepélyi megnyitó-beszéd, Bezáró-beszéd, Péterfi Sándor pap és egyházíró élete, XXIV. 1889. Tanári beiktató beszéd, XXVI. 1891. Kiss Mihály egyházi író és két hasonnevű előde, 1900. Homoródalmási Mihály János életirata); a Magyar Nyelvőrben (1873-78. Tájbeszéd és tájszók); Az Üstökösben (1873-74. Költemények); mint igazgató írta az iskolai tudósításokat, melyek 1877-79-ig a Keresztény Magvetőben, 1879-93. évekről a kolozsvári unitárius főgymnasiumról kiadott Értesítőkkel egy füzetben, az 1894. évtől külön, önállólag jelentek meg.

## Munkái
- A székelykeresztúri középtanoda felekezeti és nemzeti fontossága. Kolozsvár, 1888. (Különny. a Keresztény Magvetőből.)
- Visszatekintés a gymnasium történetére s egyszersmind száz éves fordulói záróbeszéd. Kolozsvár, 1894. (Különny. a Keresztény Magvetőből.)
- A székelykeresztúri unitárius gymnasium történelme. Székely-Keresztúr, 1906.